# مایا آلاق
مایا آلاق (انگلیسی: Maya Alagh؛ زادهٔ) هنرپیشه فیلم اهل هند است. وی از سال ۱۹۸۰ میلادی تاکنون مشغول فعالیت بوده‌است.

## گزیده فیلمشناسی
از فیلم‌ها یا برنامه‌های تلویزیونی که وی در آن نقش داشته‌است می‌توان به لوک کارگیل، می‌خواهم در قلب شما باشم، محبوب، پدمن و شمشیر تیپوسلطان اشاره کرد.